# Takehiro Kashima
Takehiro Kashima (鹿島 丈博, Kashima Takehiro), né le 16 juillet 1980 à Ōsaka, est un gymnaste japonais.

## palmarès

### Jeux olympiques
- Athènes 2004
  -  médaille d'or par équipes
  -  médaille de bronze au cheval d'arçons

- Pékin 2008
  -  médaille d'argent par équipes

### Championnats du monde
- Debrecen 2002
  -  médaille de bronze au cheval d'arçons

- Anaheim 2003
  -  médaille d'or au cheval d'arçons
  -  médaille d'or à la barre fixe
  -  médaille de bronze par équipes

- Melbourne 2005
  -  médaille de bronze au cheval d'arçons